# Саритогай (Темірський район)
Саритога́й (або Сартогай; каз. Сарытоғай) — село у складі Темірського району Актюбінської області Казахстану. Входить до складу Алтикарасуського сільського округу.
Населення — 191 особа (2021; 220 у 2009, 310 у 1999, 458 у 1989).